# Huckelheimer Bach
Der Huckelheimer Bach (früher: Strüthbach) ist der anderthalb Kilometer lange, nördliche und rechte Quellbach des Westerbaches im unterfränkischen Landkreis Aschaffenburg im bayerischen Spessart.

## Geographie

### Verlauf
Der Huckelheimer Bach entspringt auf einer Höhe von 323 m ü. NHN nördlich von Westerngrund, am Fuße des Franzosenkopfes (481 m). Die Quelle liegt im Wald nahe der Landesgrenze zu Hessen. 
Er fließt entlang des Hohen Berges (440 m) in südöstliche Richtung und speist einen Weiher. In Huckelheim betrieb er früher die Stocksmühle. 
Der Huckelheimer Bach vereinigt sich schließlich an der ehemaligen Kleinsmühle auf einer Höhe von 256 m ü. NHN  mit dem Querbach zum Westerbach.

### Flusssystem Kahl
- Fließgewässer im Flusssystem Kahl

## Geschichte

### Grenzsteine

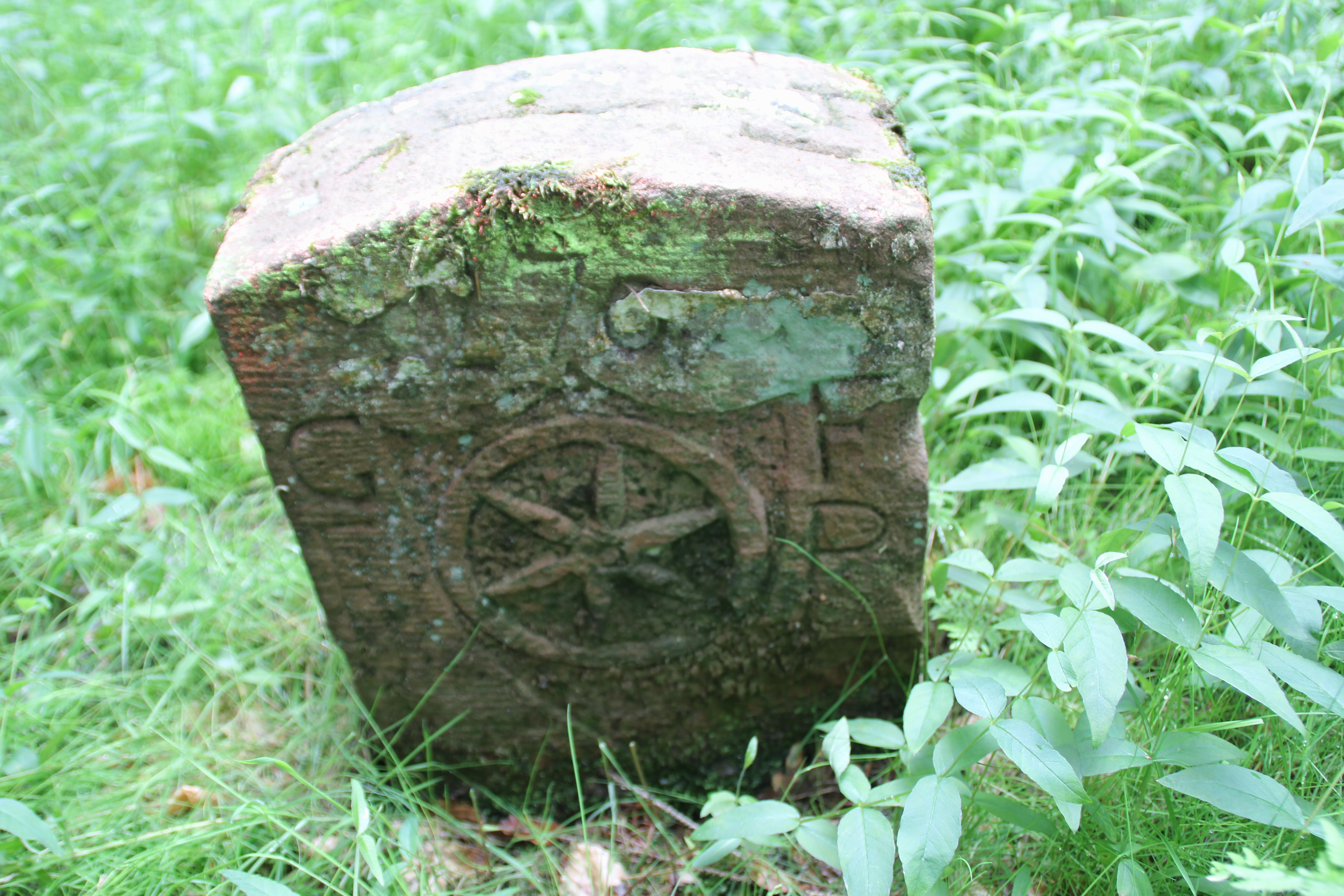
Ein Grenzstein an einem Quellbach des Huckelheimer Baches trennte die historischen Gebiete von Großherzogtum Hessen und Großherzogtum Frankfurt

Am rechten Talhang und durch das Bett eines kleinen Quellbaches des Huckelheimer Baches verläuft eine Reihe von gut erhaltenen, alten Grenzsteinen aus dem Jahr 1810. Sie trennte die historischen Gebiete zweier früherer Staaten im Rheinbund. 
Auf der rechten Seite lag das Territorium des Amtes Alzenau in der Provinz Starkenburg im Großherzogtums Hessen. Auf der linken Seite befand sich das Großherzogtum Frankfurt mit dem Dorf Huckelheim im Departement Aschaffenburg.

### Mühlen
- Stocksmühle (Holländer Mühle)
- Kleinsmühle (Untermühle)

Siehe hierzu auch die Liste von Mühlen im Kahlgrund.